# 소속 (무창왕)
소속(蕭𧫷, ? ~ 546년 9월 17일)은 중국 남북조 시대 양나라의 황족이다. 소명태자 소통의 넷째 아들이다. 어머니는 누군지 알 수 없다.

## 생애
531년에 아버지 소명태자가 죽자 할아버지 무제가 진안왕 소강을 황태자로 세웠는데 그 대신에 소명태자의 다섯 아들들을 모두 왕작에 봉할 때 소속을 무창군왕(武昌郡王)으로 봉했고 식읍 2천 호를 주었다. 이후의 사적은 알 수 없고 546년 9월 17일에 죽었다.

## 가족

### 부모

#### 아버지
- 소통

#### 어머니
- 소덕황후(昭德皇后) 채씨(蔡氏) - 적모
- 원황태후(元皇太后) 공씨(龔氏) - 서모

### 형제

#### 형
1. 소환
2. 소예
3. 소찰

#### 동생
1. 소감